# کامبک
بازگشت یا کامبک (انگلیسی: Comeback) در مسابقات ورزشی یعنی برگشتن از موقعیت شکست به موقعیت پیروزی برای مثال در فوتبال تیم اول ۲ بر صفر از تیم دوم عقب است و در دقایق پایانی، تیم اول ۳ گل به تیم دوم می‌زند و در نهایت بازی با نتیجه ۳ بر ۲ به نفع تیم اول تمام می‌شود به این عملی که تیم اول در مقابل تیم دوم انجام داد، کامبک می‌گویند.